# جيش التحرير الوطني (الجزائر)
جيش التحرير الوطني، الجناح العسكري لجبهة التحرير الوطني أثناء الثورة الجزائرية.

## تاريخ

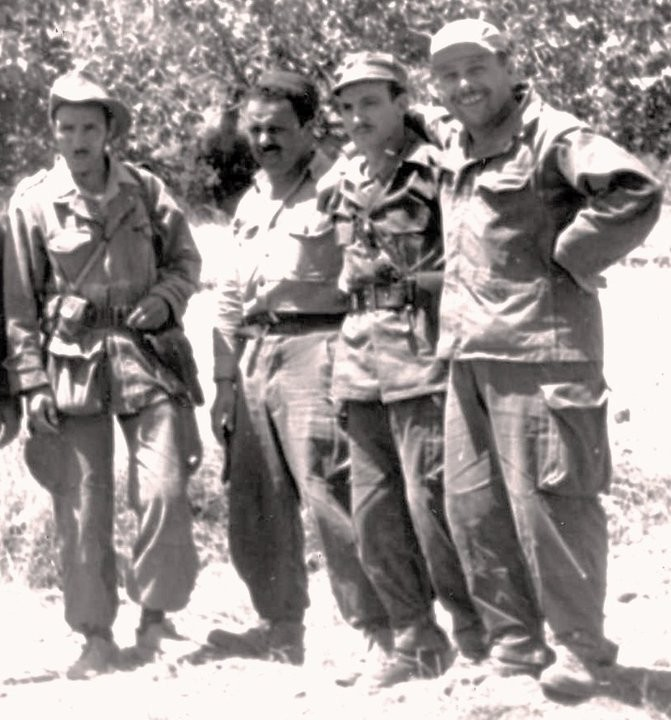
زيغود يوسف، رويبح حسين، العربي بن مهيدي، أعمر أوعمران

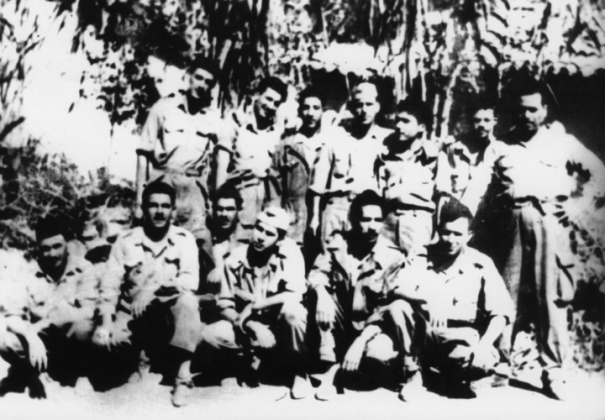
قيادة الناحية الرابعة، 1956-1957

لم يكن احتلال فرنسا للجزائر مقبولا لدى أبنائه وكانت قوة فرنسا عظيمة يستحيل على أبناء الوطن الجزائري مقاوتها، وكان آنذاك تيار يدعو للكفاح المسلح بتنظيم خاص في غاية السرية سنة 1947 (المنظمة السرية)، في وسط حركات سياسية وطلابية، فكانت هذه المنظمة العسكرية النواة الأولى لنظام جيش التحرير الوطني، التي ولدت بسبب الأوضاع السائدة في الجزائر قبل الثورة التحريرية لاسيما بعد المجازر التي إرتكبتها الإمبريالية الفرنسية يوم 08 ماي 1945م.

## تنظيم جيش التحرير الوطني
بدأ جيش التحرير الوطني اندلاع الثورة بـ 1200 مجاهد و400 قطعة سلاح ثم بدأ ينمو إلى أن وصل عدده حوالي 30 ألف جندي منتمين لخمسين فيلقا عند الاستقلال مجهز بمختلف الأسلحة والذخيرة.
كان جيش التحرير الوطني موزع على خمس مناطق عسكرية وقاعيداتين شرقية وغربية:
- منطقة الأولى الأوراس بقيادة مصطفى بن بولعيد
- المنطقة الثانية الشمال القسنطيني تحت إشراف ديدوش مراد
- المنطقة الثالثة القبائل الكبرى تحت مسؤولية كريم بلقاسم
- المنطقة الرابعة الوسط تحت لواء رابح بيطاط
- المنطقة الخامسة الغرب الوهراني يشرف عليها العربي بن مهيدي
- القاعدة الشرقية، يشرف عليها عمار العسكري

في 20 أوت 1956 إنعقد مؤتمر الصومام برئاسة العربي بن مهيدي وعبان رمضان، كان محطة تاريخية لتقييم انجاز مرحلة الانطلاق من عمر الثورة ووضع إستراتيجية موحدة وشاملة للثورة على الصعيد الداخلي والخارجي، وكذلك تنصيب خلايا ومؤسسات ترعى شؤون الشعب أثناء الثورة، كذلك ثم إنشاء «المجلس الوطني للثورة الجزائرية» الذي يوجه سياسة جبهة التحرير الداخلية والخارجية، ويشرف المجلس على لجنة التنسيق والتنفيذ التي تمثل «السلطة التنفيذية للثورة» تحت مسؤولية العربي بن مهيدي، وهي مسؤولة أمام المجلس الوطني للثورة، وكانت تضم إلى جانب العربي بن مهيدي كل من بن يوسف بن خدة وكريم بلقاسم وعبان رمضان وسعد دحلب، وتشرف اللجنة على تنفيذ القرارات الصادرة عن المجلس الوطني للثورة.إذ يتعلق الأمر بالتنسيق بين الولايات وبين الداخل والخارج.

## رتب جيش التحرير الوطني
- جندي
- جندي أول
- عريف
- عريف أول
- مساعد
- ملازم أول
- ملازم ثاني
- ضابط أول
- ضابط ثاني
- صاغ أول
- صاغ ثاني[5]

## تحية إلى جيش التحرير (أحمد سحنون)
نضر الله هذه الأوجه الغر وجوه كتائب التحرير! 
وحياها ما يستحق أولوا الفضل من الاعتبار والتقدير
وجزاها على الجهاد الذي أحيا صريع الكرى وميت الفتور 
إنّ من هاهنا سينشق فجر يمحي من سناه ليل الشرور! 
إن من هاهنا سيندك صرح قد تعالى من باطل وغرور
إن من هاهنا سيبعث شعب عربي اللسان والتفكير
إن من هاهنا سينشر عهد أبدي السنا عميم النور
وستهتز بالحياة وبالخصب بلاد (الشمال) بعد دثور!
فجبار (الأوراس) مطلع فجر لشعوب تعيش في ديجور
أيها الجيش يا منارا لنشر المجد يفديك جيش بغي وزور
لم نجد في الجيوش مثلك إلا جيش (بدر)في يومه المشهور
لم تعد قط من كفاحك إلا بلواء المظفر المنصور
لم يكن فيك غير جريء يتحدى الأذى كليث هصور
كل كلب عوى رماه فأرداه فياويح كل كلب عقور
وكذلك الايمان ينبت مالا ينبت الغيث من كريم البذور
أيها الجيش إن فضلك لا يخبو شذاه على توالي العصور
إنه الشمس لا يوارى سناها السحاب -إن أشرقت- أو ستور
قد هجرت الديار في الله لم تحفل بزوج ولا وليد غرير
وازدريت العيش الرخي فلم تعبأ بنوم ولا فراش وثير
واتخذت الجبال كالنسر مأوى وكذاك الجبال مأوى النور
وتعرضت للجليد وللثلج ولم تخش ثورة الزمهرير
تتلقى جيش الأعاصير في الليل وجيش الأعداء عند البكور
ذاك جيش التحرير يحدوه للتتحرير عزم ويقظة في الشعور
قد سعى كييرى مصير حماه رغم أنف الأعداء خير مصير
أيها الجيش طاب معاك فابشر بنجاح لسعيك المشكور
لم تلوث يديك بالظلم بل قاومت ظلما عن شعبك المقهور
واتباع الحق الصراح سلاح ليس ينبو بكف ندب جسور
أيها الجيش دم على ما عهدناك من الجد في الكفاح المرير
علم الصبر والثبات لمن لم يك في حومةالوغى بصبور
وبإمانك اعتصم إن في الإيمان تيسير كل أمر عسير
أيّ باغ لم ينخلع قلبه رعبا إذا ما جأرت بالتكبير
أيها الجيش يا رجاء قلوب تفتديه ويا شفاء صدور
آن أن تجتني الثمار شهيّــات وتحظى بحظك الموفور
ودنا يومك الأغر الذي يغدو على الدهر يوم عيد كبير
عيد حرية (الجزائر) كم تثمل فيه من بهجة وحبور
وبه تعلن البشائر بالسلم لكون أدته حرب الدهور
وبه تعقد المآتم للجيش الذي آب اوبة المكسور
فبحرية (الجزائر) لا يبقى لمستعمر وميض سرور
لم يعد يسكن القبور ابنها البّر وللاجنبي سكنى القصور
واستعمار الشّعوب يصبح تاريخا لأبنائه بغيض السطور
سوف لا تترك الجزائر شعبا -إن تحرّر- في ذلة المأسور
أيها الجيش هذه باقة من ذوب قلبي لا باقة من زهور
هي خجلى أمام مجد عظيم في حياء مما بها من قصور
فأحبُها بالقبول تحفظ بمجد أبدي كبدي كبندك النشور!

## معرض صور
تنظيم جبهة التحرير الوطني